# ナッピー・ブラウン
ナッピー・ブラウン (Nappy Brown, 1929年10月12日 - 2008年9月20日)は、米国のブルース・シンガー。代表曲"Don't Be Angry"でみられるような独特の節回しとゴスペルの影響を強く受けたソウルフルな歌声で、ソウル・バラードからノヴェルティ・ソングまで歌いこなす。レイ・チャールズが有名にした"The Right Time" (Night Time Is The Right Time)のオリジナル・アーティストとしても知られている。

## 来歴
ノースカロライナ州のシャーロットに生まれたナッピーは、少年時代から教会でゴスペルを歌って過ごした。ブルースやロックンロールにも興味を持つようになったが、親には世俗的な音楽を歌うことは許されなかった。
彼が参加していたゴスペル・グループ、ヘヴンリー・ライツはサヴォイ・レコードの目に留まり、同レーベルと契約を交わすに至ったが、レーベル・オーナーのハーマン・ラビンスキーはナッピーの声を聴き、彼がブルースに転向することを薦めた。その結果1954年、彼はブルース・シンガーとしてデビューをすることになったのであった。同レーベルでは"Don't Be Angry"がR&Bチャート2位のヒットとなり、また1957年には前述の"The Right Time"をリリースするなどし、活躍している。
しかし1960年代に入ると足跡は途絶え、次に活動を再開したのは1980年代に入ってからだった。1983年、ギタリストのボブ・マーゴリンに薦められてカムバックを決意。同年北欧ツアーを行った。翌1984年には、ランドスライド・レコード（ディストリビューションはアリゲーター）から久々の新作アルバムTore Upをリリース。これは、ティンズリー・エリスのバンド、ハートフィクサーズをバックに付けたもので、ナッピーの歌声が健在であることを示した。以後、ブラックトップ、JSP、イチバンなどから順調に新作をリリースしていった。
1996年には、東京のレストランでの公演のために来日も果たしたが、翌年リリースしたキップ・アンダーソンとの共演作Best of Both Worldsを最後にまた暫くの空白期に入った。
2007年、77 歳にして約10年ぶりのアルバムLong Time Comingで力強くカムバックを果たし、ツアーもするようになった。2008年6月1日、ニュージャージー州オーガスタでの公演後に体調を崩し入院した。その後体調は回復せず、同年9月20日、78歳で亡くなった。

## ディスコグラフィー
- 1955年 Nappy Brown Sings (Savoy)
- 1958年 The Right Time (Savoy)
- 1984年 I Done Got Over (Stockholm)
- 1984年 Tore Up (Alligator)
- 1988年 Just for Me (JSP)
- 1988年 Something Gonna Jump Out The Bushes! (Black Top)
- 1990年 Apples & Lemons (Ichiban)
- 1991年 Aw! Shucks (Ichiban)
- 1995年 I'm A Wild Man (New Moon)
- 1997年 Who's Been Foolin' You (New Moon)
- 1997年 Best of Both Worlds (Ripete) ※キップ・アンダーソンとの共演
- 2007年 Long Time Coming (Blind Pig)

### 編集盤
- 1994年 Don't Be Angry (Savoy Jazz)
- 2000年 Night Time Is The Right Time (Savoy Jazz)